# Oijen (Noord-Brabant)
Oijen (Brabants: Ojje) er en Nederlandsk landsby i kommunen Oss. Oijen har over 1100 indbyggere. Indtil 1939 tilhørte kommunen Oijen og Teeffelen, og indtil 2010 til kommunen Lith. Oijen ligger ved floden Maas.
Tidligere lå Oijen i Gelderland, hvor det hørte til Land van Maas en Waal. I 1814 blev Maas-floden udpeget til provinsgrænse. Først derefter tilhørte Oijen til provinsen Brabant.

## Toponymer
Alle landsbyer med 'ooi'-navne, som findes ved floden, er placeret i store til tider skarpe bugter. Det er også tilfældet med Oijen. 'ooi" betyder: noget der er på eller i vandet.

## Seværdigheder
- Slottet Oijen
- Den tidligere Protestantiske kirke i Boveneind, fra 1810.
- Polderhuis på Oijense Bovendijk 1, fra 1854.

## Natur og landskab
Oijen er beliggende i en Maasbugt. Opstrøms ligger den lille landsby Boveneind med den protestantiske kirke, og nedstrøms ligger den lille landsby Benedeneind.
Oijen har en færge over Maas til Nieuwe Schans på Gelderland-side.

## Omringende (lands)byer
Alphen (via færge), Wamel (via færge), Maasbommel (via færge), Macharen, Teeffelen

## Kendte Oijenerne
- Marc van Orsouw (1964), tidligere professionel cykelrytter.
- Vajèn van den Bosch (1998), sanger og musicalskuespiller.

## Galleri
|  |  |  |  |

## Externe henvisninger
- Wikimedia Commons har flere filer relateret til Oijen (Noord-Brabant)

51°49′23″N 5°30′10″Ø / 51.82306°N 5.50278°Ø